# Siân Berry
Siân Berry (Cheltenham, 9 juli 1974) is een Brits politica voor de Green Party of England and Wales. Sinds 6 mei 2016 is ze lid van de London Assembly.
In 2016 was ze kandidaat voor het burgemeesterschap van Londen. Ze behaalde 150 673 stemmen (5,8%) en eindigde daarmee als derde achter Sadiq Khan (Labour) en Zac Goldsmith (Conservative). Berry deed ook mee aan de verkiezingen van het burgemeesterschap van Londen in 2021. Hierbij werd ze wederom derde; dit maal achter winnaar Sadiq Khan (Labour) en Shaun Bailey (Conservatives). Berry behaalde in totaal 197,976 (7,82%) van de stemmen.